# Tongu-Odd
Oddur Önundarson (n. 895) más conocido por su apodo Tongu-Odd, fue un caudillo vikingo de Breiðabólstaðir, Hjalli í Ölfusi, Árnessýsla en Islandia. Es un personaje de la saga de Hænsna-Þóris, donde aparece enfrentado a otro caudillo Þórðr Óleifsson, en un complicado entresijo jurídico que obligó al Althing de la Mancomunidad Islandesa a declararse incompetente y descentralizar en el año 965 el sistema judicial de la isla en cuatro jurisdicciones. También aparece citado en la saga de Egil Skallagrímson como un importante caudillo y sacerdote del templo en la región del río Hvitá. Su figura aparece como un imperfecto caudillo para su época, comparado con el virtuoso Ketill Örnólfsson.

## Herencia
Se casó con Jórunn Helgadóttir (n. 926), hija de Helgi Geirleifsson (n. 910) y por lo tanto nieta de Geirleifur Eiriksson, y de esa relación nacieron cinco hijos:
- Þuríður Oddsdóttir (n. 940), que sería esposa de Svarthöfði Björnsson (n. 920), un hijo de Björn gullberi;
- Þorvaldur Oddsson (n. 944); fue declarado prófugo y exiliado tres años por su implicación en la muerte de Blund-Ketill.
- Þóroddur Oddsson;
- Jófríður Oddsdóttir (n. 950), que sería esposa de Þorfinnur Selþórisson (n. 946), un hijo de Seþórir Grímsson;
- Hallgerður Oddsdóttir (n. 958), que sería esposa de Hallbjörn Oddsson (n. 955) de Kidjaberga.